# 1874 au Canada
Pour un article plus général, voir Chronologie du Canada.
Cet article traite des événements qui se sont produits durant l'année 1874 au Canada.

## Événements

### Politique

Élection fédérale de 1874

- 22 janvier : succès du parti libéral aux Élections fédérales canadiennes de 1874, résultat de scandales politico-financiers qui ont momentanément compromis ses adversaires. Alexander MacKenzie (libéral) devient premier ministre. Il renforce l’indépendance du Canada en réduisant les prérogatives du gouverneur général. Il se discrédite en refusant de favoriser l’industrie nationale par l’établissement de droits protecteurs et en négligeant la construction du transcontinental.
- 11 février : George Anthony Walkem devient premier ministre de la Colombie-Britannique.
- 26 mars : ouverture de la 3e législature du Canada.
- 16 avril : Louis Riel est démis de son mandat de député à la chambre des communes à Ottawa.
- 8 juillet : Marc-Amable Girard devient premier ministre du Manitoba pour le deuxième fois. Il remplace Henry Hynes Clarke.
- 15 septembre : début des signatures du Traité 4 entre la reine et les cris et Saulteaux du territoire qui couvrent le sud ouest du Manitoba au sud est de l'Alberta.
- 22 septembre : un scandale financier force Gédéon Ouimet à démissionner au Québec. Charles-Eugène Boucher de Boucherville le remplace comme premier ministre du Québec. Mise en place du son gouvernement.
- 3 décembre : Robert Atkinson Davis remplace Marc-Amable Girard comme premier ministre du Manitoba.

- Le gouvernement fédéral Libéral accorde à l'Ontario une extension provisoire des frontières vers le nord et l'ouest. Ces nouvelles frontières seront reconnus par les conservateurs lorsqu'ils retourneront au pouvoir.

### Justice

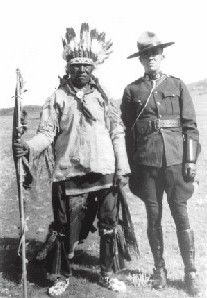
Amérindien avec un agent de la police montée

- 1er octobre : fondation du fort Macleod par la police montée dans l’Alberta. Il devient une colonie de 200 habitants de toute origine.

### Sport
- 14 au 15 mai : l'Université McGill affronte l'Université Harvard dans 2 parties de football. Ces parties sont à l'origine du football universitaire.

### Économie
- Arrivée de colons Mennonites allemands au Manitoba. Habitués à l’agriculture de la steppe russe, ils s’installent dans la prairie.
- Établissement de la Bourse de Montréal.
- Fondation de la banque d'Hochelaga. Avec les fusions qui surviendront plus tard, cette banque est intégrée depuis à la Banque nationale du Canada.

### Science

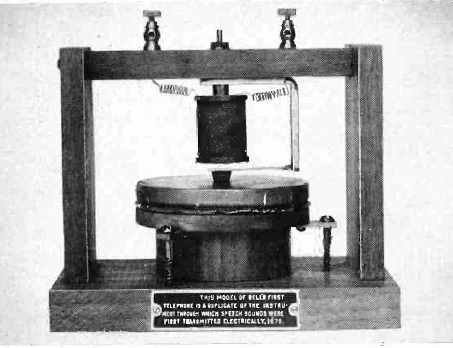
Réplique du premier téléphone

- 24 juillet : Henry Woodward (inventeur) et Mathew Evans (en) invente une ampoule électrique pour l'éclairage soit avant que Thomas Edison crée la sienne.
- 26 juillet : Alexander Graham Bell fait une démonstration du Téléphone à Brantford, Ontario.

### Culture
Livre
- Jean Rivard, le défricheur de Antoine Gérin-Lajoie.

### Religion
- 28 août : érection du diocèse de Sherbrooke. Antoine Racine en est son premier évêque.
- 28 octobre : Joseph-Thomas Duhamel est nommé évêque au diocèse d'Ottawa.
- Reconnaissance de l'église de Notre-Dame de Québec comme basilique mineure.
- Implantation du mouvement Woman's Christian Temperance Union en Ontario.

## Naissances
- 5 janvier : James David Stewart, Premier ministre de l'Ile du Prince Edouard.
- 16 janvier : Robert W. Service, poète.
- 10 février : Walter Maxfield Lea, Premier ministre de l'Ile du Prince Edouard.
- 14 avril : Alexander Cambridge, 1st Earl of Athlone, Gouverneur général
- 16 juin : Arthur Meighen, Premier Ministre.
- 13 juillet : Norman Dawes, homme d'affaires.
- 29 juillet : J. S. Woodsworth, homme politique socialiste.
- 1er octobre : Arthur Sauvé, homme politique.
- 10 octobre : Roland Fairbairn McWilliams, homme politique
- 12 octobre : Albert Charles Saunders, Premier ministre de l'Île-du-Prince-Édouard.
- 25 octobre : Philémon Cousineau, homme politique québécois
- 8 novembre : Olivar Asselin, journaliste
- 30 novembre : Lucy Maud Montgomery, auteure.
- 17 décembre : William Lyon Mackenzie King, premier ministre.

## Décès
- 8 février : Joseph-Eugène-Bruno Guigues, premier évêque d'Ottawa.
- 9 mars : Joseph Casavant, facteur d'orgues.
- 17 décembre : Hiram Blanchard, premier ministre de la Nouvelle-Écosse.
- 22 décembre : Étienne Parent, journaliste et homme politique.